# Copa da Escócia de 1923–24
A Copa da Escócia de 1923-24 foi a 46º edição do torneio mais antigo do futebol da Escócia. O campeão foi o Airdrieonians F.C., que conquistou seu 1º título na história da competição ao vencer a final contra o Hibernian F.C., pelo placar de 2 a 0.

## Premiação
| Copa da Escócia de 1923-24             |
| Escócia                                |
| -------------------------------------- |
| Airdrieonians F.C. Campeão (1º título) |